# Кілюватість

Кут кілюватості

Кілюватість — величина, яка визначається підйомом суднового днища від кіля до бортів. Її чисельне значення є змінною величиною по довжині судна і вимірюється або висотою підйому днища над основною площиною по лінії борту, або кутом між основною площиною і обшивкою днища біля кіля.
Як правило, значна кілюватість знижує здатність до дрейфу і опір води при русі, покращує показники остійності судна і стійкості витримування заданого курсу. Значення кута кілюватості для малих швидкісних плавзасобів і катерів досягає 20-25°, для вантажних суден середньої водотоннажності він не перевищує 2-3°, а великотоннажні вантажні судна зазвичай не мають кілюватості.
Судна без кілюватості називають плоскодонними.